# Cantada

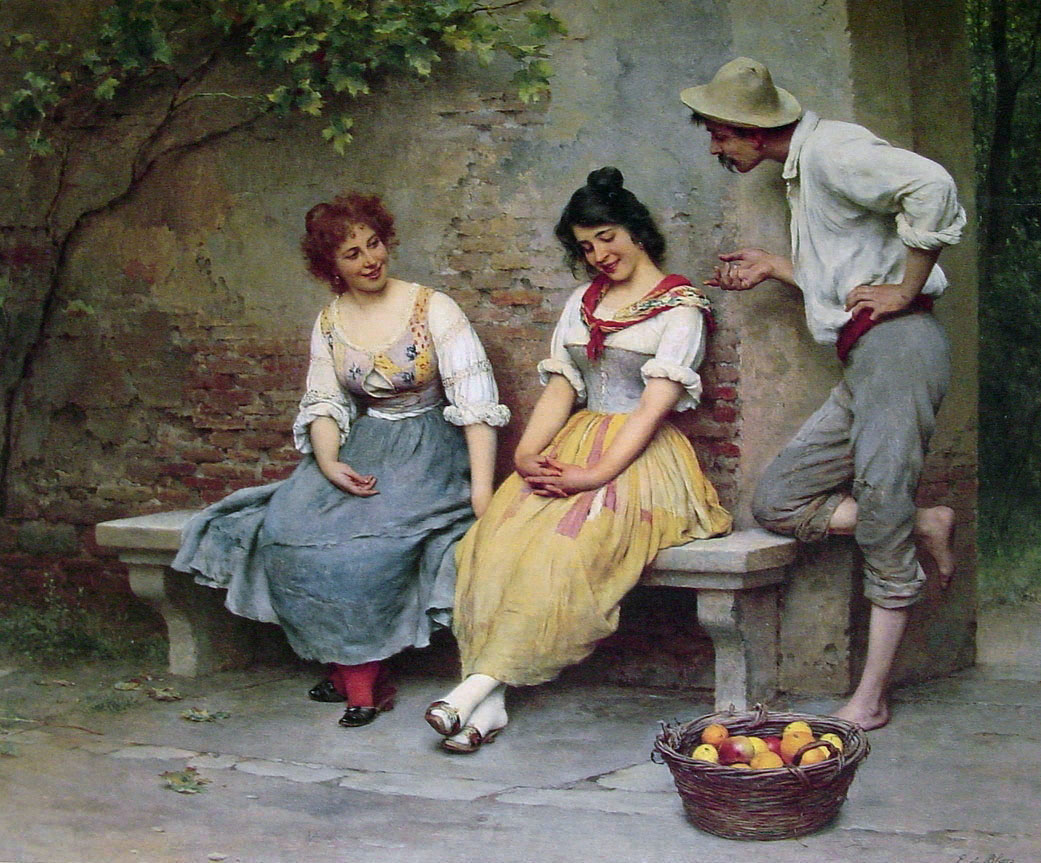
O Flerte de Eugene de Blaas.

Uma cantada é um tipo de conversa que, usualmente se utlizando de galanteios, visa a uma conquista amorosa.